# Ecpleopus gaudichaudii
Ecpleopus gaudichaudii — вид ящірок родини гімнофтальмових (Gymnophthalmidae). Ендемік Бразилії. Названий на честь французького ботаніка Шарля Годішо-Бопре. Це єдиний представник монотипового роду Ecpleopus.

## Поширення і екологія
Ecpleopus gaudichaudii мешкають на південному сході Бразилії, в штатах Мінас-Жерайс, Сан-Паулу, Ріо-де-Жанейро, Еспіріту-Санту та Санта-Катаріна, можливо, в Парані і Гоясі. Вони живуть в підстилці атлантичних лісів, трапляються в рестінзі. Живляться дрібними безхребетними.